# Volta do mar

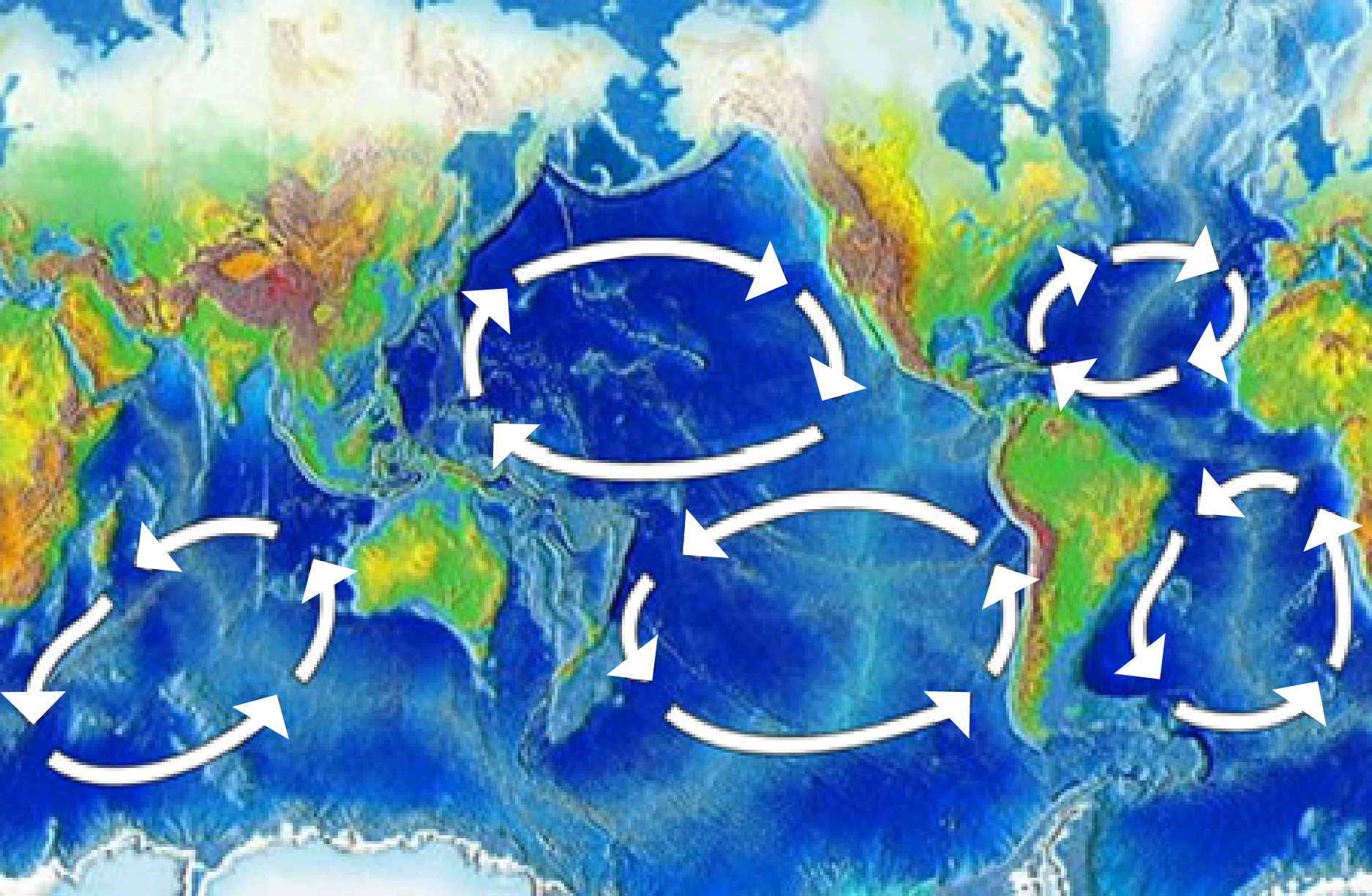
Carte des principaux courants océaniques circulaires, qui ont une grande influence sur le choix des routes maritimes du temps de la marine à voile.

Pour les articles homonymes, voir Volta.
Volta do mar (ce qui veut dire en portugais : le « retour de la mer ») désigne la route maritime dans l'Atlantique nord permettant aux voiliers partis au sud de revenir plus facilement vers le Portugal.

## Prendre la route du large

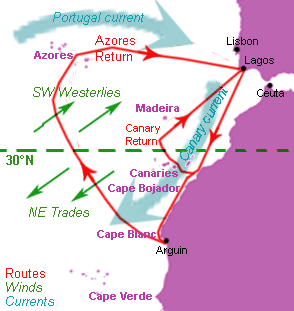
Croquis des courants et alizés, avec les deux routes de retour du temps d'Henri le Navigateur.

Pour les navigateurs portugais du XVe siècle, la navigation vers le sud est plutôt facile, profitant du courant océanique (appelé le courant des Canaries) et de l'alizé longeant les côtés marocaines. Le retour vers le nord est plus problématique, les voiliers de l'époque remontant très mal au vent. La solution trouvée est d'éviter les courants et vents contraires en partant loin au large vers le nord-ouest pour ensuite revenir plein est,, d'où les autres noms : volta do largo (« retour du large »), volta da Guiné (retour de Guinée) ou volta da Mina (retour de Mina).
Pour les premiers explorateurs tel que Gil Eanes (en 1434), le voyage retour à partir du cap Bojador (l'actuel cap Boujdour) se fit en prenant au large jusqu'à l'île de Madère (découverte dès 1419) ; pour le voyage de Nuno Tristão (en 1445) qui atteignit le cap Blanc (actuel ras Nouadhibou), il faut aller encore plus loin vers le nord-ouest, jusqu'à l'archipel des Açores (découvertes en 1427).

## Idem dans d'autres océans
Dans l'Atlantique sud, la situation est inversée, car les courants tournent dans l'autre sens : pour aller dans l'océan Indien à la voile, il est préférable de longer les côtés américaines à l'ouest pour profiter du courant du Brésil (d'où la prise de possession en 1500 par Pedro Álvares Cabral) puis de rejoindre le cap de Bonne-Espérance ; tandis que le retour se fait par l'est en longeant l'Afrique pour prendre le courant de Benguela, puis à la hauteur de la Guinée on peut récupérer le courant équatorial nord emmenant les navires au large des Antilles d'où le Gulf Stream les ramène vers l'Europe.
Dans le Pacifique, la même technique fut utilisée pour le « galion de Manille » qui assurait la liaison entre le port de Cavite dans les Indes orientales espagnoles (les Philippines) et celui d'Acapulco en Nouvelle-Espagne (au Mexique) : la meilleure route de retour (le tornaviaje, le « voyage retour » en espagnol, découvert par analogie avec l'Atlantique nord par Andrés de Urdaneta en 1565) profitait de la gyre du Pacifique nord en remontant jusqu'au large du Japon (courant de Kuroshio), pour ensuite foncer vers l'est (courant du Pacifique nord) et longer les côtes américaines (courant de Californie). Le trajet vers l'ouest était plus direct pour les Espagnols, passant au sud du tropique du Cancer avec escale sur l'île de Guam (utilisant le courant nord équatorial).

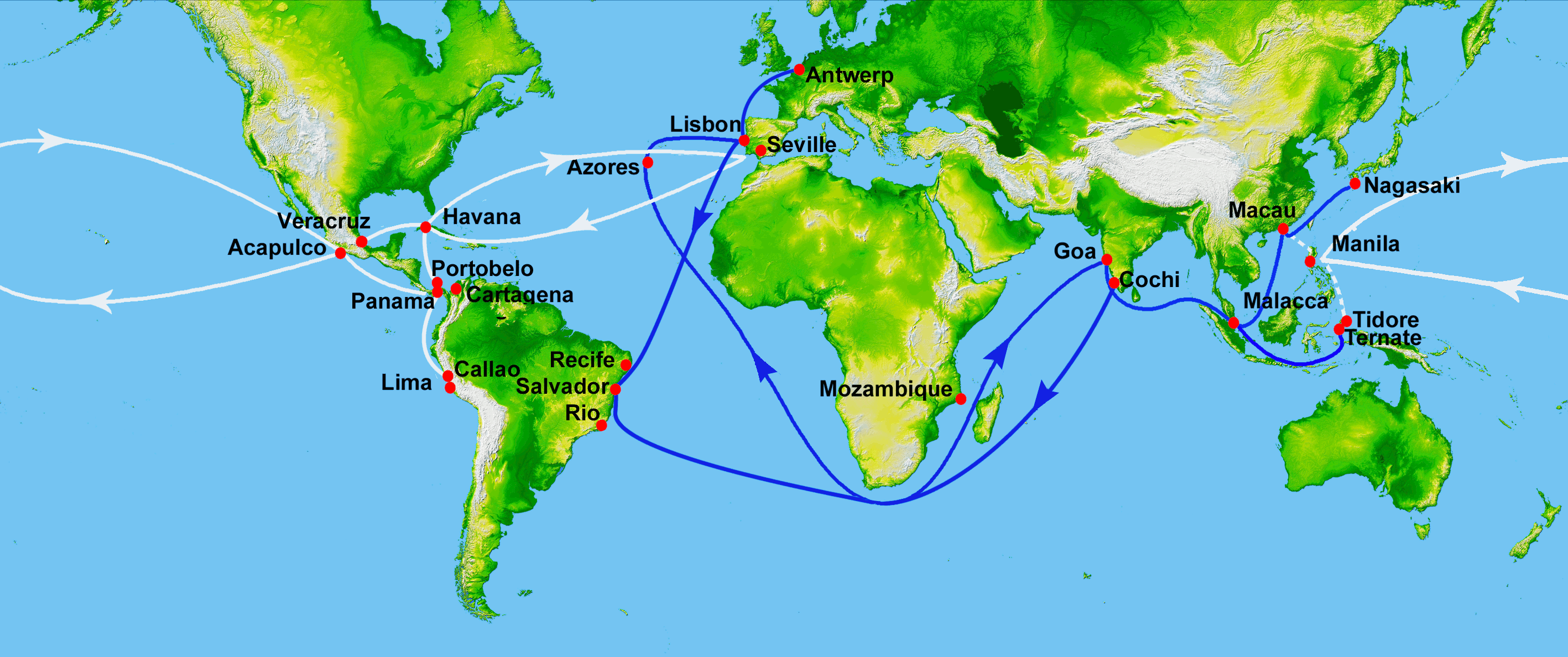
Carte des principales routes maritimes utilisées par les Portugais (en bleu) et les Espagnols (en blanc) au XVI.

Cette connaissance des courants et des vents étant stratégique, elle est considérée comme un secret d'État, d'où aussi l'importance du contrôle colonial et de la géolocalisation précise des îles-étapes (Madère, Açores, Cap-Vert, Trindade et Martin Vaz, île de l'Ascension, Tristan da Cunha, Sainte-Hélène, São Tomé et Principe).